# Abigail Forbes
Abigail Forbes (Raleigh, 10 maart 2001) is een tennisspeelster uit de Verenigde Staten van Amerika.
Zij begon op zesjarige leeftijd met het spelen van tennis.
In 2019 won zij de meisjesdubbelfinale met Savannah Broadus op Wimbledon.